# Liste des conjoints des souverains de Serbie et Yougoslavie
Voici la liste des conjoints des souverains des différentes entités qui ont constitué la Serbie au cours des siècles :

## Reines de Serbie (1217-1365)

### Dynastie Nemanjić(1217-1365)
| Portrait | Nom                          | Père (dynastie)                                                   | Naissance | Date de mariage | Date d'accession                                  | Fin du règne                             | Mort             | Époux                    |
| -------- | ---------------------------- | ----------------------------------------------------------------- | --------- | --------------- | ------------------------------------------------- | ---------------------------------------- | ---------------- | ------------------------ |
|          | Eudoxie Angelina             | Alexis III Ange (Ange)                                            | 1173      | 1186            | 1196                                              | 1198                                     | 1211             | Stefan Ier Nemanjic      |
|          | Anna Dandolo                 | Rainier Dandolo, Procurateur de Saint-Marc et vice-doge de Venise | -         | 1216 / 1217     | 1217 Couronnement de son époux                    | 24 septembre 1228 Mort de son époux      | 1264             | Stefan Ier Nemanjic      |
|          | Anne Ange Comnène Doukas     | Théodore Ier Ange Doukas Comnène (Ange)                           | -         | 1219/1220       | 24 septembre 1228 Accession au trône de son époux | 1233/1234 Abdication de son époux        | 1258             | Stefan Radoslav          |
|          | Beloslava de Bulgarie        | Ivan Assen II (Asen)                                              | -         | 1233            | 1233/4 Accession au trône de son époux            | 1243 Déposition de son époux             | après 1285       | Stefan Vladislav         |
|          | Hélène d'Anjou               | ????                                                              | 1236      | 1245/1250       | 1245/1250                                         | automne 1276 Déposition de son époux     | 8 février 1314   | Stefan Uroš Ier          |
|          | Catherine de Hongrie         | Étienne V de Hongrie (Árpád)                                      | 1256      | 1268–1271       | automne 1276 Accession au trône de son époux      | 1282 Abdication de son époux             | après 1314       | Stefan Dragutin          |
|          | Hélène Doukas Ange           | Jean Ier Doukas, Sebastokrator de Neopatras (Ange)                | -         | 1273/1276       | 1282 Accession au trône de son époux              | 1284 Répudiation                         | Après 1294       | Stefan Uroš II Milutin   |
|          | Élisabeth de Hongrie         | Étienne V de Hongrie (Árpád)                                      | 1255      | 1283            | 1283                                              | 1284 Répudiation                         | 1313/1326        | Stefan Uroš II Milutin   |
|          | Anne Terter                  | Georges Ier Terter (Terter)                                       | 1256      | 1284            | 1284                                              | 1299 Répudiation                         | Après 1304       | Stefan Uroš II Milutin   |
|          | Simone Paléologue            | Andronic II Paléologue (Paléologue)                               | 1289–1294 | 1299            | 1299                                              | 29 octobre 1321 Mort de son époux        | 1340             | Stefan Uroš II Milutin   |
|          | Théodora Smilets de Bulgarie | Smilets de Bulgarie (Smilets)                                     | -         | 24 août 1296    | 29 octobre 1321 Accession au trône de son époux   | 20 décembre 1322                         | 20 décembre 1322 | Stefan Uroš III Dečanski |
|          | María Paléologue             | Jean Paléologue, Despote de Macédoine (Paléologue)                | 1313/1314 | 1325/1326       | 1325/1326                                         | 8 septembre 1331 Déposition de son époux | 1355             | Stefan Uroš III Dečanski |
|          | Hélène de Bulgarie           | Sratsimir de Kran (Shishman)                                      | -         | 19 avril 1332   | 19 avril 1332                                     | 16 avril 1346 Devient impératrice        | 1374             | Stefan Uroš IV Dušan     |

## Impératrices de Serbie (1346-1395)

### Dynastie Nemanjić(1346-1371)
| Portrait | Nom                | Père (dynastie)                 | Naissance | Date de mariage | Date d'accession                  | Fin du règne                       | Mort | Époux                |
| -------- | ------------------ | ------------------------------- | --------- | --------------- | --------------------------------- | ---------------------------------- | ---- | -------------------- |
|          | Hélène de Bulgarie | Sratsimir de Kran (Shishman)    | -         | 19 avril 1332   | 16 avril 1346 Devient impératrice | 20 décembre 1355 Mort de son époux | 1374 | Stefan Uroš IV Dušan |
|          | Anna Basaraba      | Nicolae Ier Alexandru (Basarab) | -         | Juillet 1360    | Juillet 1360                      | 4 décembre 1371 Mort de son époux  | -    | Stefan Uroš V        |

### Dynastie Mrnjavčević(1365–1395)
| Portrait                                          | Nom            | Père (dynastie)                                   | Naissance | Date de mariage | Date d'accession                                                                         | Fin du règne                        | Mort | Époux               |
| ------------------------------------------------- | -------------- | ------------------------------------------------- | --------- | --------------- | ---------------------------------------------------------------------------------------- | ----------------------------------- | ---- | ------------------- |
|                                                   | Hélène Vukašin | -                                                 | -         | -               | août/septembre 1365 Couronnement de son époux en tant que co-roi                         | 26 septembre 1371 Mort de son époux | -    | Vukašin Mrnjavčević |
|                                                   | Hélène Hlapena | Radoslav Hlapen, seigneur de Kastoria et d'Édesse | -         | -               | 1366 Association de son époux au trône 26 septembre 1371 Accession de son époux au trône | - Répudiation                       | -    | Marko Mrnjavčević   |
| 26 septembre 1371 Accession au trône de son époux | Hélène Hlapena | Radoslav Hlapen, seigneur de Kastoria et d'Édesse | -         | -               |                                                                                          | - Répudiation                       | -    | Marko Mrnjavčević   |
|                                                   | Théodora       | Grgur                                             | -         | -               | -                                                                                        | -                                   | -    | Marko Mrnjavčević   |
|                                                   | Hélène Hlapena | Radoslav Hlapen                                   | -         | - Remariage     | - Remariage                                                                              | 17 mai 1395 Mort de son époux       | -    | Marko Mrnjavčević   |

## Dame de Serbie moravienne(1371-1402)

### Dynastie Lazarević(1371-1402)
| Portrait | Nom               | Père (dynastie)                     | Naissance   | Date de mariage | Date d'accession                         | Fin du règne                   | Mort             | Époux               |
| -------- | ----------------- | ----------------------------------- | ----------- | --------------- | ---------------------------------------- | ------------------------------ | ---------------- | ------------------- |
|          | Milica de Nemanja | Vratko Nemanjić (Dynastie Nemanjić) | Années 1300 | 1353            | 2/4 décembre 1371 Accession de son époux | 28 juin 1389 Mort de son époux | 11 novembre 1405 | Lazar Hrebeljanović |

## Despotes consorts de Serbie(1402-1459)

### Dynastie Lazarević(1402-1427)
| Portrait | Nom              | Père (dynastie)                   | Naissance | Date de mariage | Date d'accession | Fin du règne                    | Mort | Époux            |
| -------- | ---------------- | --------------------------------- | --------- | --------------- | ---------------- | ------------------------------- | ---- | ---------------- |
|          | Hélène Gattilusi | François II de Lesbos (Gattilusi) | -         | 1405            | 1405             | 19 juillet 1427 Mort de l'époux | -    | Stefan Lazarević |

### Dynastie Branković(1427-1459)
| Portrait | Nom                        | Père (dynastie)                    | Naissance | Date de mariage  | Date d'accession                                 | Fin du règne                       | Mort            | Époux               |
| -------- | -------------------------- | ---------------------------------- | --------- | ---------------- | ------------------------------------------------ | ---------------------------------- | --------------- | ------------------- |
|          | Irène Cantacuzène          | Théodore Cantacuzène (Cantacuzène) | 1400      | 26 décembre 1414 | 1427 Accession au trône de son époux             | 24 décembre 1456 Mort de son époux | 2 /3 mai 1457   | Đurađ Ier Branković |
|          | Hélène Paléologue de Morée | Thomas Paléologue (Paléologue)     | 1430      | 1446             | 24 décembre 1456 Accession au trône de son époux | 20 janvier 1458 Mort de son époux  | 7 novembre 1473 | Lazar II Branković  |

### Dynastie Kotromanić(1459-1459)
| Portrait | Nom             | Père (dynastie)                | Naissance | Date de mariage | Date d'accession | Fin du règne                   | Mort | Époux             |
| -------- | --------------- | ------------------------------ | --------- | --------------- | ---------------- | ------------------------------ | ---- | ----------------- |
|          | Marie de Serbie | Lazar II Branković (Branković) | 1447      | 1er avril 1459  | 1er avril 1459   | 20 juin 1459 Conquête ottomane | 1498 | Étienne Tomašević |

## Princesse de Serbie(1804-1813)

### Dynastie Karađorđević(1804-1813)
| Portrait | Nom              | Père (dynastie)  | Naissance    | Date de mariage | Date d'accession | Fin du règne      | Mort           | Époux       |
| -------- | ---------------- | ---------------- | ------------ | --------------- | ---------------- | ----------------- | -------------- | ----------- |
|          | Jelena Jovanović | Nikola Jovanović | 1765 ou 1771 | 1785            | 15 février 1804  | 21 septembre 1813 | 9 février 1842 | Karageorges |

## Princesses de Serbie(1815-1882)

### Dynastie Obrenović(1815-1842)
| Portrait | Nom                 | Père (dynastie)     | Naissance      | Date de mariage | Date d'accession                      | Fin du règne                         | Mort        | Époux               |
| -------- | ------------------- | ------------------- | -------------- | --------------- | ------------------------------------- | ------------------------------------ | ----------- | ------------------- |
|          | Ljubica Vukomanović | Radosav Vukomanović | septembre 1788 | 1805            | 6 novembre 1817 Élection de son époux | 25 juin 1839 Abdication de son époux | 26 mai 1843 | Miloš Ier Obrenović |

### Dynastie Karađorđević(1842-1858)
| Portrait | Nom               | Père (dynastie)      | Naissance       | Date de mariage | Date d'accession                        | Fin du règne                            | Mort         | Époux                  |
| -------- | ----------------- | -------------------- | --------------- | --------------- | --------------------------------------- | --------------------------------------- | ------------ | ---------------------- |
|          | Persida Nenadović | Duc Jevrem Nenadović | 15 février 1813 | 1er juin 1830   | 14 septembre 1842 Élection de son époux | 24 octobre 1858 Abdication de son époux | 29 mars 1873 | Alexandre Karađorđević |

### Dynastie Obrenović(1858-1882)
| Portrait | Nom                      | Père (dynastie)                     | Naissance    | Date de mariage | Date d'accession                                  | Fin du règne                         | Mort            | Époux                |
| -------- | ------------------------ | ----------------------------------- | ------------ | --------------- | ------------------------------------------------- | ------------------------------------ | --------------- | -------------------- |
|          | Júlia Hunyady de Kéthely | Ferenc Hunyady de Kéthely (Hunyady) | 26 août 1831 | 1er août 1853   | 26 septembre 1860 Accession au trône de son époux | 10 juin 1868 Assassinat de son époux | 19 février 1919 | Michel III Obrenović |
|          | Natalija Keşco           | Piotrj Keşco                        | 15 mai 1859  | 17 octobre 1875 | 17 octobre 1875                                   | 6 mars 1882 Devient reine de Serbie  | 8 mai 1941      | Milan IV Obrenović   |

## Reines de Serbie(1882-1918)

### Dynastie Obrenović(1882-1903)
| Portrait | Nom                       | Père (dynastie)               | Naissance         | Date de mariage | Date d'accession                    | Fin du règne            | Mort                    | Époux         |
| -------- | ------------------------- | ----------------------------- | ----------------- | --------------- | ----------------------------------- | ----------------------- | ----------------------- | ------------- |
|          | Natalija Keşco            | Piotrj Keşco                  | 15 mai 1859       | 17 octobre 1875 | 6 mars 1882 Devient reine de Serbie | 24 octobre 1888 Divorce | 8 mai 1941              | Milan Ier     |
|          | Draga Milićević Lunjevica | Pantelija Milićević Lunjevica | 23 septembre 1861 | 5 août 1900     | 5 août 1900                         | 11 juin 1903 Assassinat | 11 juin 1903 Assassinat | Alexandre Ier |

### Dynastie Karađorđević(1903-1918)
- Titre vacant

## Reine des Serbes, des Croates et des Slovènes(1918-1929)

### Dynastie Karađorđević(1918-1929)
| Portrait | Nom               | Père (dynastie)                                      | Naissance      | Date de mariage | Date d'accession | Fin du règne                                | Mort         | Époux         |
| -------- | ----------------- | ---------------------------------------------------- | -------------- | --------------- | ---------------- | ------------------------------------------- | ------------ | ------------- |
|          | Marie de Roumanie | Ferdinand Ier de Roumanie (Hohenzollern-Sigmaringen) | 6 janvier 1900 | 8 juin 1922     | 8 juin 1922      | 6 janvier 1929 Devient reine de Yougoslavie | 22 juin 1961 | Alexandre Ier |

## Reine de Yougoslavie(1929-1945)

### Dynastie Karađorđević(1929-1945)
| Portrait | Nom                | Père (dynastie)                                      | Naissance      | Date de mariage | Date d'accession                            | Fin du règne                              | Mort            | Époux         |
| -------- | ------------------ | ---------------------------------------------------- | -------------- | --------------- | ------------------------------------------- | ----------------------------------------- | --------------- | ------------- |
|          | Marie de Roumanie  | Ferdinand Ier de Roumanie (Hohenzollern-Sigmaringen) | 6 janvier 1900 | 8 juin 1922     | 6 janvier 1929 Devient reine de Yougoslavie | 9 octobre 1934 Mort de son époux          | 22 juin 1961    | Alexandre Ier |
|          | Alexandra de Grèce | Alexandre Ier de Grèce (Maison d'Oldenbourg)         | 25 mars 1921   | 20 mars 1944    | 20 mars 1944                                | 9 novembre 1945 Abolition de la monarchie | 30 janvier 1993 | Pierre II     |

## Consorts des prétendants aux trônes de Yougoslavie (1945-2003) et de Serbie (depuis 2003)

### Dynastie Karađorđević(depuis 1945)
| Portrait | Nom                                | Père (dynastie)                                              | Naissance        | Date de mariage   | Date d'accession                          | Fin du règne                      | Mort            | Époux                    |
| -------- | ---------------------------------- | ------------------------------------------------------------ | ---------------- | ----------------- | ----------------------------------------- | --------------------------------- | --------------- | ------------------------ |
|          | Alexandra de Grèce                 | Alexandre Ier de Grèce (Maison d'Oldenbourg)                 | 25 mars 1921     | 20 mars 1944      | 9 novembre 1945 Abolition de la monarchie | 3 novembre 1970 Mort de son époux | 30 janvier 1993 | Pierre II                |
|          | Maria da Glória d'Orléans-Bragance | Pierre-Gaston d'Orléans-Bragance (Maison d'Orléans-Bragance) | 13 décembre 1946 | 1er juillet 1972  | 1er juillet 1972                          | 1985 Divorce                      |                 | Alexandre de Yougoslavie |
|          | Katherine Batis                    | Robert Batis (Famille Batis)                                 | 13 novembre 1943 | 21 septembre 1985 | 21 septembre 1985                         |                                   |                 | Alexandre de Yougoslavie |